# Philokalie

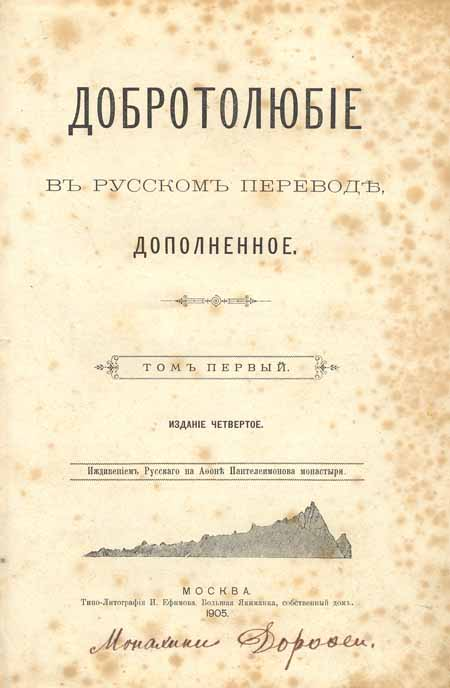
Titelblatt einer russischen Übersetzung von 1905.

Die Philokalie (griechisch Φιλοκαλία) ist eine Anthologie von Auszügen aus Werken, Sprüchen (Apophthegma), Belehrungen von ursprünglich 26, später 38 asketischen christlich-orthodoxen Schriftstellern (Altvätern, Wüstenvätern) aus dem 4. bis 15. Jahrhundert. 
In der Philokalie wird das Ziel der östlichen Spiritualität und Askese beschrieben, durch das rein geistige Gebet oder die Gottversenkung (Hesychia) zur Vereinigung mit Gott (Theosis) zu gelangen. Die Philokalie gehört zu den verbreitetsten Büchern der Ostkirche, besonders in Russland.

## Name
Das griechische Wort Philokalia (Φιλοκαλία) bedeutet Liebe zur Schönheit, d. h. zur Tugend oder geistigen Schönheit, und wird auch mit Tugendliebe übersetzt. Nach Walter Nigg müsste der Titel wiederzugeben sein mit: „Die Liebe der heilig Nüchternen zur geistigen Schönheit.“

## Entstehung
Die erste Sammlung erfolgte auf dem Berg Athos durch den Mönch Nikodemos Hagioreites, der von 1775 bis 1809 dort lebte. Anlass für die Anthologie war in erster Linie ein mystisch-asketisches Handbuch für Mönche. Sie erschien erstmals auf Griechisch mit 1207 doppelspaltig bedruckten Seiten im Jahr 1782 in Venedig, finanziell unterstützt von Johann Maurogordatus aus einer damals einflussreichen griechischen Dynastenfamilie in der Moldau und Walachei. Diese Ausgabe wurde 1982 in fünf Bänden nachgedruckt.

## Inhalt
Die Philokalie enthält Auszüge, Lehr- und Weisheitssprüche und Belehrungen, die von den Asketen und Theologen aus dem 4. bis 15. Jahrhundert stammen. Diese wurden ursprünglich von ihnen selbst oder von ihren Schülern und Zeitgenossen mündlich und schriftlich festgehalten und überliefert.
Bedeutende Autoren der Philokalie sind Gregor Sinaites, Symeon der Neue Theologe, Johannes von Damaskus, Makarios der Ägypter, Isaak von Ninive und Ephraem der Syrer, Euagrios Pontikos, Johannes Klimakos, Gregorios Palamas.

## Kirchenslawische Übersetzung
Der Archimandrit und Starez Paissij Welitschowski (1722–1794) übersetzte die Sammlung des Nikodemos Hagioreites ins Kirchenslawische. Dieses Werk wurde 1793 in zwei Foliobänden in Sankt Petersburg als Dobrotoljubie („Liebe zur Tugendschönheit“) gedruckt. 1877 gab das russische Panteleimonkloster auf dem Athos eine erweiterte 5-bändige Philokalie in modernem Russisch heraus. Die Übersetzung stammte vom Einsiedler Theophan Goworow (auch Feofan der Klausner genannt), dem früheren Bischof von Tambow und Wladimir.